# Mexalictus polybioides
Mexalictus polybioides är en biart som beskrevs av Packer 1993. Mexalictus polybioides ingår i släktet Mexalictus och familjen vägbin. Inga underarter finns listade i Catalogue of Life.